# Electron (foguete)
O Electron é um veículo de lançamento orbital parcialmente reutilizável de dois estágios, desenvolvido pela Rocket Lab, uma empresa aeroespacial dos Estados Unidos com uma subsidiária integral na Nova Zelândia. O veículo foi desenvolvido para atender o mercado comercial de lançamento de pequenos satélites. Seus motores Rutherford são alimentados por bomba elétrica. O Electron é frequentemente lançado com um kickstage ou nave espacial, chamado Photon. Embora o foguete seja projetado para ser dispensável, a Rocket Lab recuperou o primeiro estágio duas vezes e está trabalhando para conseguir reutilizar o foguete auxiliar. Atualmente, o mesmo custa 7,5 milhões de dólares por lançamento, sendo que, o projeto de desenvolvimento custou 100 milhões de dólares.

## Características técnicas
O Electron é um foguete de dois estágios (com um terceiro estágio opcional) desenvolvido pela companhia norte-americana Rocket Lab para atender o segmento de lançamento de pequenos satélites. Os seus motores Rutherford, fabricados na Califórnia, são os primeiros a alimentar um foguete orbital.
Em dezembro de 2016, o Electron completou sua qualificação de voo. O primeiro foguete foi lançado em 25 de maio de 2017, alcançando o espaço mas não atingindo a órbita devido a um problema no equipamento de comunicação em terra. Durante o seu segundo voo em 21 de janeiro de 2018, o Electron atingiu a órbita e nela posicionou três CubeSats. O primeiro lançamento comercial do Electron, o terceiro no geral, ocorreu em 11 de novembro de 2018.
O veículo Electron básico é capaz de transportar até 400 kg de carga útil para a órbita terrestre baixa. A carga útil para uma órbita heliossíncrona de 500 km é de 100 kg.

## Histórico de lançamentos
O Electron voou 69 vezes desde maio de 2017. Foram 65 sucessos e 4 falha, sendo três lançamento do programa suborbital HASTE. O voo de teste inicial, chamado: "It's a Test", falhou devido a um problema no equipamento de comunicação em terra, mas as missões seguintes, chamadas: "Still Testing", "It's Business Time" e "This One's For Pickering", colocaram várias pequenas cargas em órbita terrestre baixa. A missão mais recente, a "Make It Rain" colocou com sucesso sete satélites em órbita.

## Estatísticas

### dos lançamentos
- Falha
- Falha parcial
- Sucesso
- Planejado

### das bases de lançamento
- Mahia LC-1A & 1B
- LC-2 (MARS)

## Lançamentos
| Voo № | Data/horário (UTC) | Local de lançamento | Carga útil | Massa da carga útil                    | Cliente | Órbita      | Resultado   |
| Voo № | Observações | Observações         | Observações | Observações                            | Observações | Observações | Observações |
| ----- | --- | ------------------- | --- | -------------------------------------- | --- | ----------- | ----------- |
| 1     | 25 de maio de 2017, 04h20 | Mahia LC-1A         | Humanity Star carga inerte | —                                      | Rocket Lab (voo experimental) | OTB         | Falhou      |
| 1     | O foguete lançou com êxito e realizou a separação do primeiro estágio e a separação da carenagem. Depois de atingir uma altitude de aproximadamente 224 km, a telemetria foi perdida e o foguete foi destruído pela segurança do alcance. Nome da missão: It's a Test.                                                 |                     | |                                        | |             |             |
| 2     | 21 de janeiro de 2018, 01h43 | Mahia LC-1A         | - 1 × Dove Pioneer - 2 × Lemur-2 | ~13 kg (sem dispensador de carga útil) | - Planet Labs - Spire Global | OP          | Sucesso     |
| 2     | Carregar CubeSats para o Planet Labs e o Spire Global. Entre dezembro de 2017 e janeiro de 2018, o lançamento foi adiado seis vezes devido ao clima, ao tráfego orbital, ao foguete e aos problemas de segurança de alcance. Lançamento e implantação de cargas úteis em 21 de janeiro. Nome da missão: Still Testing. |                     | |                                        | |             |             |
| 3     | 11 de novembro de 2018, 03h50 | Mahia LC-1A         | - 2 × LEMUR-2 Cubesats - 2 × Proxima Cubesats - 1 × IRVINE01 Cubesat - 1 × Cicero-10 Cubesat - 1 × NABEO para demonstrar a tecnologia de "vela de freio" para recolher detritos espaciais. | No mínimo 40 kg                        | - Spire Global - Fleet Space Technologies - Irvine CubeSat STEM Program - GeoOptics Inc. - High Performance Space Structure Systems                                        | OP          | Sucesso     |
| 3     | Nome da missão: It’s Business Time. |                     | |                                        | |             |             |
| 4     | 16 de dezembro de 2018, 06h33 | Mahia LC-1A         | ELaNa-19 (10 Cubesats): CeREs, ANDESITE, STF-1, CHOMPTT, CubeSail, NMTSat, DaVinci, RSat, ISX, Shields-1 | 78 kg                                  | NASA | OP          | Sucesso     |
| 4     | Nome da missão: This One’s For Pickering. |                     | |                                        | |             |             |
| 5     | 29 de março de 2019, 23h37 | Mahia LC-1A         | R3D2 | 150 kg                                 | DARPA | OTB         | Sucesso     |
| 5     | Nome da missão: Two Thumbs Up. |                     | |                                        | |             |             |
| 6     | 5 de maio de 2019, 23h37 | Mahia LC-1A         | - STP-27RD: - Harbinger - Sparc-1 - Falcon ODE (satélite de tecnologia experimental da Força Aérea dos Estados Unidos) | 180 kg                                 | USAF | OTB         | Sucesso     |
| 6     | Nome da missão: That’s a Funny Looking Cactus. |                     | |                                        | |             |             |
| 7     | 29 de junho de 2019, 04h30 | Mahia LC-1A         | - BlackSky Global 3 (satélite de observação) - 2× Prometheus (satélites militares) - ACRUX-1 (Programa educacional) - 2× SpaceBEE (satélite de comunicações) - Painani-1 (satélite de reconhecimento) | 80 kg                                  | - Spaceflight Industries - BlackSky - USSOCOM - Melbourne Space Program - Swarm Technologies                                                                               | OHA         | Sucesso     |
| 7     | Nome da missão: Make it Rain. |                     | |                                        | |             |             |
| 8     | 19 de agosto de 2019, 12h12 | Mahia LC-1A         | - BlackSky Global 4 (satélite de observação da terra) - BRO-1 (satélite de monitoramento de tráfico marítimo e aéreo) - Pearl White 1 & 2 (Satélite de tecnologia militar) | 80 kg                                  | - Spaceflight Industries - BlackSky - UnseenLabs - United States Space Force                                                                                               | OHA         | Sucesso     |
| 8     | Nome da missão: Look Ma, No Hands. |                     | |                                        | |             |             |
| 9     | 17 de outubro de 2019, 01h22 | Mahia LC-1A         | - Palisade (satélite de demonstração de tecnologia) | 20 kg                                  | - Astro Digital | OTB         | Sucesso     |
| 9     | Nome da missão: As the Crow Flies. |                     | |                                        | |             |             |
| 10    | 6 de dezembro de 2019, 08h18 | Mahia LC-1A         | - ALE 2 (satélite tecnológico) - NOOR 1A, 1B (satélites tecnológico) - ATL 1 (satélite tecnológico) - FossaSat 1 (satélite tecnológico) - SMOG-P (satélite tecnológico) - TRSI-Sat (satélite tecnológico) | 77 kg                                  | - Astro Live Experiences - Alba Orbital - ATL Ltd. - FossaSat - BME University - ACME AtronOmatic (MyRadar)                                                                | OTB         | Sucesso     |
| 10    | Nome da missão: Running Out Of Fingers. |                     | |                                        | |             |             |
| 11    | 31 de janeiro de 2020, 02h56 | Mahia LC-1A         | - NROL-151 (satélite militar) | desconhecido                           | - National Reconnaissance Office | OTB         | Sucesso     |
| 11    | Nome da missão: Birds of a Feather. |                     | |                                        | |             |             |
| 12    | 13 de junho de 2020, 05h12 | Mahia LC-1A         | - ANDESITE x8 (satélites de Ciência, magnetosfera e tecnologia) - NRO x3 (satélites militares) - RAAF M2 Pathfinder (Satélite tecnológico) | Desconhecido                           | - Boston University Center for Space Physics - National Reconnaissance Office - Australian Defence Force Academy, Royal Australian Air Force                               | OTB         | Sucesso     |
| 12    | Nome da missão: Don't Stop Me Now. |                     | |                                        | |             |             |
| 13    | 4 de julho de 2020, 21h19 | Mahia LC-1A         | - CE-SAT 1B (satélite de observação da terra) - Flock-4e 1 a 5 (5 satélites tecnológicos) - Faraday 1 (Satélite tecnológico) | 75 kg                                  | - Canon Electronics Space Technology Laboratory - Planet Labs - InSpace | OTB         | Falhou      |
| 13    | Nome da missão: Pics or it didn't happen. |                     | |                                        | |             |             |
| 14    | 31 de agosto de 2020, 03h05 | Mahia LC-1A         | - Capella 2 (satélite de observação da terra, radar) | 100 kg                                 | - Capella Space | OTB         | Sucesso     |
| 14    | Nome da missão: I Can't Believe It's Not Optical. |                     | |                                        | |             |             |
| 15    | 28 de outubro de 2020, 21h21 | Mahia LC-1A         | - CE-SAT 2B (satélite de observação da terra) - Flock-4e' 1 a 9 (9 satélites tecnológicos) | 72 kg                                  | - Canon Electronics Space Technology Laboratory - Planet Labs | OHA         | Sucesso     |
| 15    | Nome da missão: In Focus. |                     | |                                        | |             |             |
| 16    | 20 de novembro de 2020, 02h20 | Mahia LC-1A         | - Dragracer A, B (satélites tecnológicos) - BRO 2 & 3 (satélites de monitoramento de tráfico marítimo e aéreo) - Mandrake 1 (satélite tecnológico) - SpaceBEE (24 satélites de comunicação (IoT) Internet of Things) - APSS 1 (satélite de Ciência e ionosfera) - Gnome Chompski (estatueta de gnomo de titânio de 15 cm impressa em 3D)                                | 200 kg                                 | - TriSept Corp. - UnseenLabs - DARPA - Swarm Technologies - QuakeTEC, APSS - Rocket Lab, Gabe Newell                                                                       | OHA         | Sucesso     |
| 16    | Nome da missão: Return To Sender. |                     | |                                        | |             |             |
| 17    | 15 de dezembro de 2020, 10h09 | Mahia LC-1A         | - StriX α (satélite de observação da terra, radar) | 150 kg                                 | - Synspective | OHA         | Sucesso     |
| 17    | Nome da missão: The Owl's Night Begins. |                     | |                                        | |             |             |
| 18    | 20 de janeiro de 2021, 07h26 | Mahia LC-1A         | - / GMS-T (satélite de comunicação e tecnologia) | 50 kg                                  | - OHB Cosmos International, GMS | OP          | Sucesso     |
| 18    | Nome da missão: Another One Leaves The Crust. |                     | |                                        | |             |             |
| 19    | 22 de março de 2021, 22h30 | Mahia LC-1A         | - BlackSky Global 7 (satélite de observação da terra) - Centauri 3 (satélite de comunicação (IoT) Internet of Things) - Myriota 7 (satélite de comunicação (IoT) Internet of Things) - RAAF M2 A & B (2 satélites tecnológicos) - Gunsmoke-J 3 (satélite tecnológico) - Veery RL-1 (satélite tecnológico)                                                               | Desconhecido                           | - Spaceflight Industries - BlackSky - Fleet Space Technologies - Myriota - Australian Defence Force Academy, Royal Australian Air Force - SMDC - Care Weather Technologies | OTB         | Sucesso     |
| 19    | Nome da missão: They Go Up So Fast. |                     | |                                        | |             |             |
| 20    | 15 de maio de 2021, 11h11 | Mahia LC-1A         | - BlackSky Global 8 & 9 (2 satélite de observação da terra) | 120 kg                                 | - Spaceflight Industries - BlackSky | OTB         | Falhou      |
| 20    | Nome da missão: Running Out Of Toes. |                     | |                                        | |             |             |
| 21    | 29 de julho de 2021, 06h00 | Mahia LC-1A         | - Monolith (satélite tecnológico) | Desconhecido                           | - United States Space Force | OTB         | Sucesso     |
| 21    | Nome da missão: It's A Little Chile Up Here. |                     | |                                        | |             |             |
| 22    | 18 de novembro de 2021, 01h38 | Mahia LC-1A         | - BlackSky Global 10 & 11 (2 satélite de observação da terra) | 120 kg                                 | - Spaceflight Industries - BlackSky | OTB         | Sucesso     |
| 22    | Nome da missão: Love At First Insight. |                     | |                                        | |             |             |
| 23    | 9 de dezembro de 2021, 00h02 | Mahia LC-1A         | - BlackSky Global 14 & 15 (2 satélite de observação da terra) | 120 kg                                 | - Spaceflight Industries - BlackSky | OTB         | Sucesso     |
| 23    | Nome da missão: A Data With Destiny. |                     | |                                        | |             |             |
| 24    | 28 de fevereiro de 2022, 20h37 | Mahia LC-1B         | - StriX β (satélite de observação da terra, radar) | 150 kg                                 | - Synspective | OHA         | Sucesso     |
| 24    | Nome da missão: The Owl's Night Continues. |                     | |                                        | |             |             |
| 25    | 2 de abril de 2022, 12h41 | Mahia LC-1A         | - BlackSky Global 16 & 17 (2 satélite de observação da terra) | 120 kg                                 | - Spaceflight Industries - BlackSky | OTB         | Sucesso     |
| 25    | Nome da missão: Without Mission A Beat. |                     | |                                        | |             |             |
| 26    | 2 de maio de 2022, 22h49 | Mahia LC-1A         | - E-Space Demo 1, 2, 3 (3 satélites de comunicação e tecnologia) - BRO 6 (satélite de monitoramento de tráfico marítimo e aéreo) - AuroraSat 1 (satélite tecnológico) - SpaceBEE (22 satélites de comunicação (IoT) Internet of Things) - Unicorn 2 (satélite tecnológico) - MyRadar 1 (satélite tecnológico) - TRSI 2, 3 (satélites tecnológico) - Cópia (experimento) | Desconhecido                           | - E-Space - UnseenLabs - Aurora Propusion Technologies - Swarm Technologies - Alba Orbital - ACME AtronOmatic (MyRadar) - Astrix                                           | OTB         | Sucesso     |
| 26    | Nome da missão: There And Back Again. |                     | |                                        | |             |             |
| 27    | 28 de junho de 2022, 09h55 | Mahia LC-1B         | - CAPSTONE (pequeno satélite para órbita lunar) | 80 kg                                  | - NASA | TLI         | Sucesso     |
| 27    | Nome da missão: CAPSTONE. |                     | |                                        | |             |             |
| 28    | 13 de julho de 2022, 06h30 | Mahia LC-1A         | - NROL-162 (satélite militar) | desconhecido                           | - National Reconnaissance Office | OTB         | Sucesso     |
| 28    | Nome da missão: Wise One Looks Ahead. |                     | |                                        | |             |             |
| 29    | 4 de agosto de 2022, 05h00 | Mahia LC-1B         | - NROL-199 (satélite militar) | desconhecido                           | - National Reconnaissance Office | OTB         | Sucesso     |
| 29    | Nome da missão: Antipodean Adventure. |                     | |                                        | |             |             |
| 30    | 15 de setembro de 2022, 20h38 | Mahia LC-1B         | - StriX 1 (satélite de observação da terra, radar) | 100 kg                                 | - Synspective | OHA         | Sucesso     |
| 30    | Nome da missão: The Owl Spreads Its Wings. |                     | |                                        | |             |             |
| 31    | 7 de outubro de 2022, 17h09 | Mahia LC-1B         | - GAzelle (Argos-4) (satélite tecnológico) | 118 kg                                 | - General Atomics Electromagnetic Systems Group (GA-EMS) | OHA         | Sucesso     |
| 31    | Nome da missão: It Argos Up From Here. |                     | |                                        | |             |             |
| 32    | 4 de novembro de 2022, 17h27 | Mahia LC-1B         | - MATS (satélite para aeronomia) | 50 kg                                  | - OHB Suécia | OHA         | Sucesso     |
| 32    | Nome da missão: Catch Me If You Can. |                     | |                                        | |             |             |
| 33    | 24 de janeiro de 2023, 23h00 | Wallops LC-2        | - Hawk 6A, 6B, 6C (3 satélite para Monitoramento de espectro de RF, SIGINT, monitoramento de tráfego) | 40 kg                                  | - HawkEye 360 | OTB         | Sucesso     |
| 33    | Nome da missão: Virginia Is For Launch Lovers. |                     | |                                        | |             |             |
| 34    | 16 de março de 2023, 22h39 | Wallops LC-2        | - Capella 9, 10 (2 satélite de observação da terra, radar) | 224 kg                                 | - Capella Space | OTB         | Sucesso     |
| 34    | Nome da missão: Stronger Together. |                     | |                                        | |             |             |
| 35    | 24 de março de 2023, 09h14 | Mahia LC-1B         | - BlackSky Global 18 & 19 (2 satélite de observação da terra) | 120 kg                                 | - Spaceflight Industries - BlackSky | OTB         | Sucesso     |
| 35    | Nome da missão: The Beat Goes On. |                     | |                                        | |             |             |
| 36    | 8 de maio de 2023, 01h00 | Mahia LC-1B         | - TROPICS 5, 6 (2 satélite de observação da terra e tecnologia) | 10 kg                                  | - Massachusetts Institute of Technology - Space Systems Laboratory (MIT SSL)                                                                                               | OTB         | Sucesso     |
| 36    | Nome da missão: Rocket Like A Hurricane. |                     | |                                        | |             |             |
| 37    | 26 de maio de 2023, 03h46 | Mahia LC-1B         | - TROPICS 3, 7 (2 satélite de observação da terra e tecnologia) | 10 kg                                  | - Massachusetts Institute of Technology - Space Systems Laboratory (MIT SSL)                                                                                               | OTB         | Sucesso     |
| 37    | Nome da missão: Coming to a Storm Near You. |                     | |                                        | |             |             |
| 38    | 18 de julho de 2023, 01h27 | Mahia LC-1B         | - Telesat LEO 3 (satélite de comunicação experimental) - Starling 1, 4 (4 satélite tecnológico) - Lemur-2 169, 170 (2 satélites de observação da terra e monitoramento de tráfico) | 86 kg                                  | - TeleSat Canada - NASA Ames Research Center - Spire | OHA         | Sucesso     |
| 38    | Nome da missão: Baby Come Back. |                     | |                                        | |             |             |
| 39    | 23 de agosto de 2023, 23h45 | Mahia LC-1B         | - Capella 11 (satélite de observação da terra, radar) | 165 kg                                 | - Capella Space | OTB         | Sucesso     |
| 39    | Nome da missão: We Love The Nightlife. |                     | |                                        | |             |             |
| 40    | 19 de setembro de 2023, 06h55 | Mahia LC-1B         | - Capella 12 (satélite de observação da terra, radar) | 165 kg                                 | - Capella Space | OTB         | Falhou      |
| 40    | Nome da missão: We Will Never Desert You. |                     | |                                        | |             |             |
| 41    | 15 de dezembro de 2023, 04h05 | Mahia LC-1B         | - QPS-SAR 5 (satélite de observação da terra, radar) | 100 kg                                 | - iQPS | OTB         | Sucesso     |
| 41    | Nome da missão: The Moon God Awakens. |                     | |                                        | |             |             |
| 42    | 31 de janeiro de 2024, 06h34 | Mahia LC-1B         | - Skylark 1, 4 (4 satélite para detectar outros satélites e detritos orbitais) | ~112 kg                                | - Spire for NorthStar Earth & Space | OTB         | Sucesso     |
| 42    | Nome da missão: Four Of A Kind. |                     | |                                        | |             |             |
| 43    | 18 de fevereiro de 2024, 14h52 | Mahia LC-1B         | - ADRAS-J (satélite para espiar um segundo estágio de um foguete H-IIA lançado em 2009 e ta em órbita desde então, esse satélite é a Fase I de seu Projeto de Demonstração de Remoção Comercial de Detritos (CRD2), uma das primeiras demonstrações de tecnologia do mundo para remoção de detritos em grande escala da órbita)                                         | 150 kg                                 | - Astroscale | OHA         | Sucesso     |
| 43    | Nome da missão: On Closer Inspection. |                     | |                                        | |             |             |
| 44    | 12 de março de 2024, 15h03 | Mahia LC-1B         | - StriX 3 (satélite de observação da terra, radar) | 100 kg                                 | - Synspective | OHA         | Sucesso     |
| 44    | Nome da missão: Owl Night Long. |                     | |                                        | |             |             |
| 45    | 21 de março de 2024, 07h25 | Wallops LC-2        | - NROL-123 (satélite militar) | desconhecido                           | - National Reconnaissance Office | OTB         | Sucesso     |
| 45    | Nome da missão: Live and Let Fly. |                     | |                                        | |             |             |
| 46    | 23 de abril de 2024, 22h32 | Mahia LC-1B         | - NeonSat 1 (satélite óptico de observação terrestre de alta resolução) - ACS3 (satélite para demonstração de tecnologia projetada para caracterizar tecnologias de estruturas de velas solares para futuras pequenas espaçonaves se envolverem em missões no espaço profundo que exigem propulsão de longa duração e baixo empuxo)                                     | ~115 kg                                | - KAIST - NASA Ames Research Center | OHA         | Sucesso     |
| 46    | Nome da missão: Beginning Of The Swarm. |                     | |                                        | |             |             |
| 47    | 25 de maio de 2024, 07h41 | Mahia LC-1B         | PREFIRE 1 (pequeno satélite para sondar uma porção pouco estudada da energia radiante emitida pela Terra em busca de pistas sobre o aquecimento do Ártico, perda de gelo marinho e derretimento da camada de gelo) | ~15 kg                                 | Jet Propulsion Laboratory (JPL) | OHA         | Sucesso     |
| 47    | Nome da missão: Ready, Aim, PREFIRE. |                     | |                                        | |             |             |
| 48    | 5 de junho de 2024, 03h15 | Mahia LC-1B         | PREFIRE 2 (pequeno satélite para sondar uma porção pouco estudada da energia radiante emitida pela Terra em busca de pistas sobre o aquecimento do Ártico, perda de gelo marinho e derretimento da camada de gelo) | ~15 kg                                 | Jet Propulsion Laboratory (JPL) | OHA         | Sucesso     |
| 48    | Nome da missão: PREFIRE And Ice. |                     | |                                        | |             |             |
| 49    | 20 de junho de 2024, 18h13 | Mahia LC-1B         | Kinéis x 5 (5 pequenos satélites para comunicação internet das coisas IoT) | 150 kg                                 | Kinéis | OHA         | Sucesso     |
| 49    | Nome da missão: No Time Toulouse. |                     | |                                        | |             |             |
| 50    | 2 de agosto de 2024, 16h39 | Mahia LC-1B         | - StriX 4 (satélite de observação da terra, radar) | 100 kg                                 | - Synspective | OTB         | Sucesso     |
| 50    | Nome da missão: Owl For One, One For Owl. |                     | |                                        | |             |             |
| 51    | 11 de agosto de 2024, 13h18 | Mahia LC-1B         | - Capella 13 (satélite de observação da terra, radar) | 165 kg                                 | - Capella Space | OTB         | Sucesso     |
| 51    | Nome da missão: A Sky Full Of SARs. |                     | |                                        | |             |             |
| 52    | 20 de setembro de 2024, 23h01 | Mahia LC-1A         | Kinéis x 5 (5 pequenos satélites para comunicação internet das coisas IoT) | 150 kg                                 | Kinéis | OTB         | Sucesso     |
| 52    | Nome da missão: Kinéis Killed The RadIoT Star. |                     | |                                        | |             |             |
| 53    | 5 de novembro de 2024, 10h54 | Mahia LC-1B         | Protosat-1 | Massa desconhecida                     | E-Space | OHA         | Sucesso     |
| 53    | Nome da missão: Changes In Latitudes, Changes In Attitudes. |                     | |                                        | |             |             |
| 54    | 25 de novembro de 2024, 03h55 | Mahia LC-1B         | Kinéis x 5 (5 pequenos satélites para comunicação internet das coisas IoT) | 150 kg                                 | Kinéis | OTB         | Sucesso     |
| 54    | Nome da missão: Ice AIS Baby. |                     | |                                        | |             |             |
| 55    | 21 de dezembro de 2024, 14h17 | Mahia LC-1B         | - StriX 2 (satélite de observação da terra, radar) | 100 kg                                 | - Synspective | OHA         | Sucesso     |
| 55    | Nome da missão: Owl The Way Up. |                     | |                                        | |             |             |
| 56    | 8 de fevereiro de 2025, 20h43 | Mahia LC-1A         | Kinéis x 5 (5 pequenos satélites para comunicação internet das coisas IoT) | 150 kg                                 | Kinéis | OHA         | Sucesso     |
| 56    | Nome da missão: IoT 4 You and Me. |                     | |                                        | |             |             |
| 57    | 18 de fevereiro de 2025, 23h17 | Mahia LC-1B         | - BlackSky Gen-3 Mission 1 (1 satélite de observação da terra) | 138 kg                                 | - BlackSky | OTB         | Sucesso     |
| 57    | Nome da missão: Fasten Your Space Belts. |                     | |                                        | |             |             |
| 58    | 15 de março de 2025, 00h00 | Mahia LC-1B         | - QPS-SAR 9 (satélite de observação da terra, radar) | 100 kg                                 | - iQPS | OTB         | Sucesso     |
| 58    | Nome da missão: The Lightning God Reigns. |                     | |                                        | |             |             |
| 59    | 18 de março de 2025, 01h31 | Mahia LC-1A         | Kinéis x 5 (5 pequenos satélites para comunicação internet das coisas IoT) | 150 kg                                 | Kinéis | OHA         | Sucesso     |
| 59    | Nome da missão: High Five. |                     | |                                        | |             |             |
| 60    | 26 de março de 2025, 15h30 | Mahia LC-1B         | - OroraTech OTC-P1 x 8 (8 pequenos satélites para detectar incêndios florestais) | 64 ~ 96kg aproximadamente              | - OroraTech | OHA         | Sucesso     |
| 60    | Nome da missão: Finding Hot Wildfires Near You. |                     | |                                        | |             |             |
| 61    | 17 de maio de 2025, 08h17 | Mahia LC-1A         | - QPS-SAR 10 (satélite de observação da terra, radar) | 100 kg                                 | - iQPS | OTB         | Sucesso     |
| 61    | Nome da missão: The Sea God Sees. |                     | |                                        | |             |             |
| 62    | 2 de junho de 2025, 23h57 | Mahia LC-1B         | - BlackSky Gen-3 Mission 2 (1 satélite de observação da terra) | 138 kg                                 | - BlackSky | OTB         | Sucesso     |
| 62    | Nome da missão: Full Stream Ahead. |                     | |                                        | |             |             |
| 63    | 11 de junho de 2025, 15h31 | Mahia LC-1A         | - QPS-SAR 11 (satélite de observação da terra, radar) | 100 kg                                 | - iQPS | OTB         | Sucesso     |
| 63    | Nome da missão: The Mountain God Guards. |                     | |                                        | |             |             |
| 64    | 26 de junho de 2025, 17h28 | Mahia LC-1A         | - Hawk 12A, 12B, 12C (3 satélite para Monitoramento de espectro de RF, SIGINT, monitoramento de tráfego) - Kestrel 0A (pequeno cubesat experimental para avaliar capacidades emergentes e melhorias tecnológicas futuras para a constelação comercial SIGINT) | 105 kg                                 | - HawkEye 360 | OTB         | Sucesso     |
| 64    | Nome da missão: Get The Hawk Outta Here. |                     | |                                        | |             |             |
| 65    | 28 de junho de 2025, 07h08 | Mahia LC-1B         | - Lyra Block 1-2 (Lyra-4) (Satélite que fornecerá conectividade global em Banda S para a Internet das Coisas IoT) | ~74 kg                                 | - EchoStar | OHA         | Sucesso     |
| 65    | Nome da missão: Symphony In The Stars. |                     | |                                        | |             |             |
| 66    | 5 de agosto de 2025, 04h10 | Mahia LC-1B         | - QPS-SAR 12 (satélite de observação da terra, radar) | 100 kg                                 | - iQPS | OTB         | Sucesso     |
| 66    | Nome da missão: The Harvest Goddess Thrives. |                     | |                                        | |             |             |